# كومبيت
الكومبيت (Combeite) عبارة عن معدن صيغته Na2Ca2Si3O9 . يمتلك نظام بلوري ثلاثي الأوجه . اكتشف في عام 1957 م ويمكن أن يتواجد في زائير ، ألمانيا ، وتنزانيا .